# N고등학교

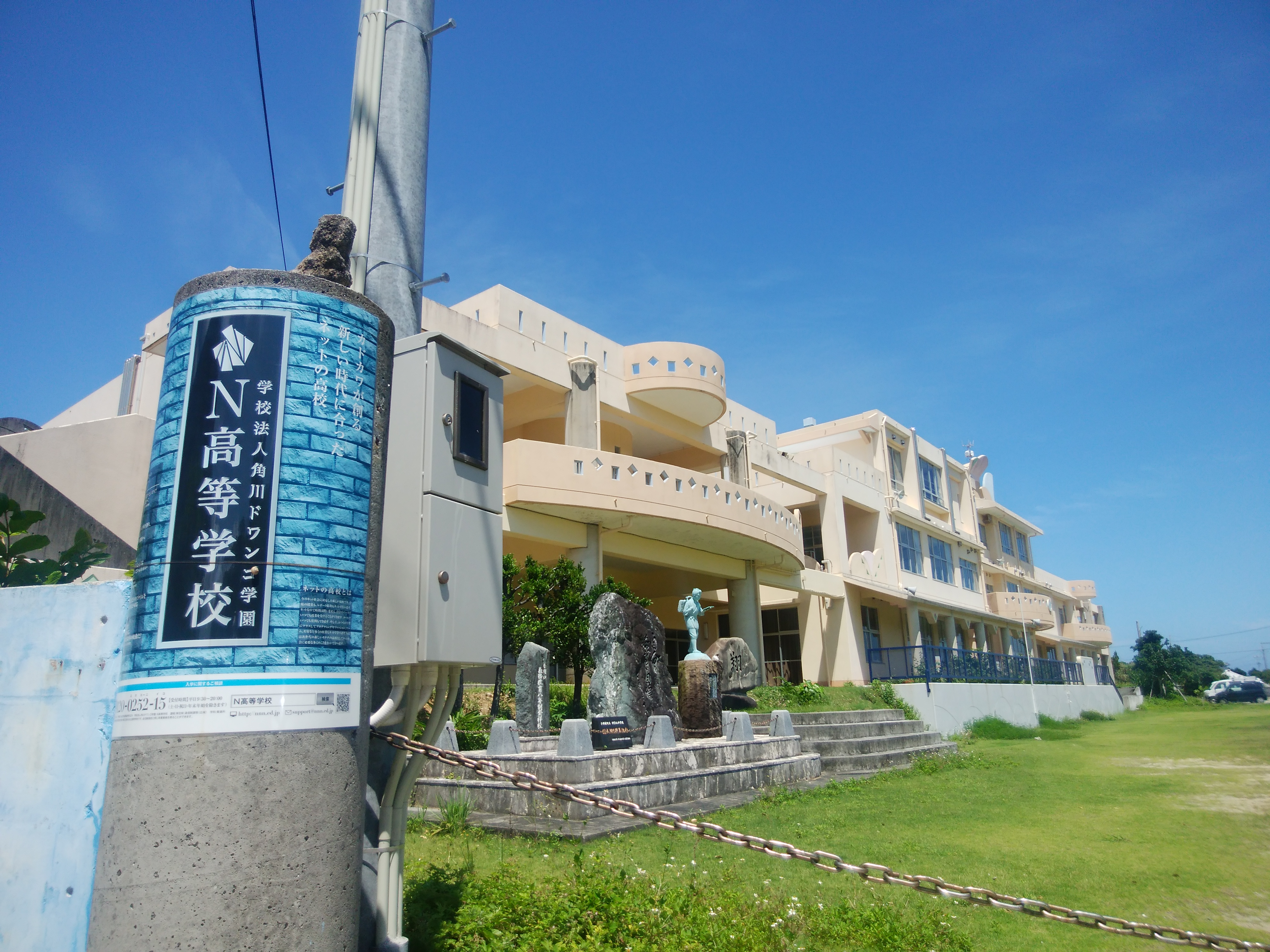
N고등학교

N고등학교(일본어: N高等学校 エヌこうとうがっこう[*])는 일본의 사립 고등학교이다. 약칭은 N고. KADOKAWA 계열 법인인 카도카와 드왕고가 설립하였다. 2016년 4월 1일 개교했다. 평범한 전일제 고등학교는 아니고, 학교생활 대부분을 인터넷 통신으로 보내는 고등학교이다.

## 참고 자료
- (일본어) 『N高校』  - 고트뱅크